# Lago de İznik
El lago de İznik (en turco: İznik Gölü) es un lago en la provincia de Bursa en Turquía. Tiene una superficie de 290 km² y una profundidad máxima de alrededor de 80 m. Su nombre en la Antigüedad, "Ascanius" deriva de Ashkuza, la palabra que en asirio designaba a los escitas.

## Historia

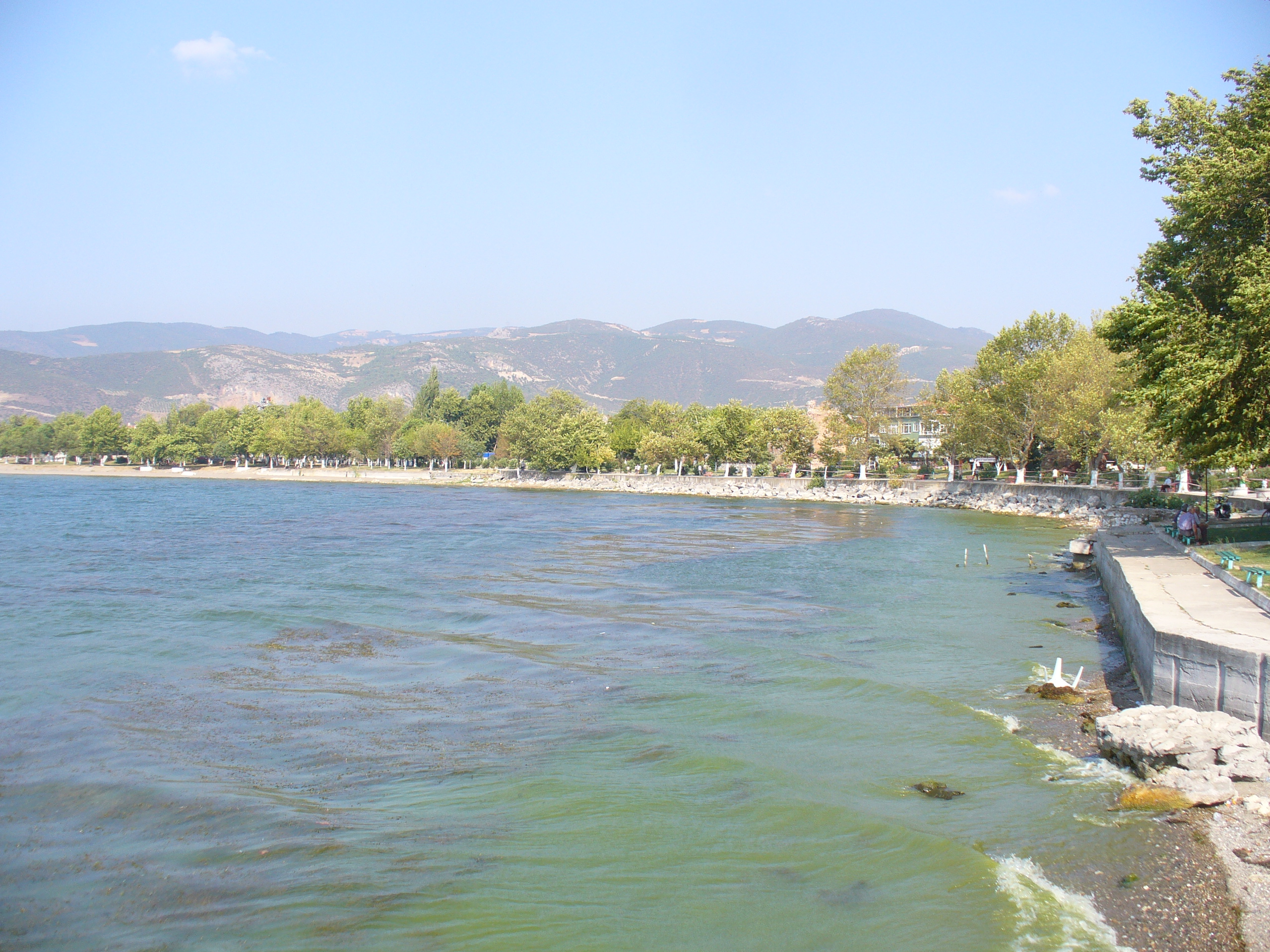
Orilla del lago

En la mitología griega, durante la guerra de Troya la región junto al lago İznik pertenecía a los frigios, que enviaron tropas en ayuda del rey Príamo guiadas por los hermanos Forcis y Ascanio, hijos de Aretaón, tal como se relata en la Ilíada.
Ascanio, hijo de Aretaón, no debe ser confundido con Ascanio (hijo de Eneas), y Ascanio (hijo de Príamo), quienes también aparecen en leyendas de la guerra de Troya.